# 毎週火曜はチューズデイ!
『毎週火曜はチューズデイ!』（まいしゅうかようはチューズデイ）は、ÖYSTERによる日本の4コマ漫画作品。芳文社の雑誌『まんがタイムオリジナル』2007年5月号に初めて掲載、2009年4月号まで掲載されていた。雑誌掲載と並行して、芳文社のWebサイト『まんがタイムWeb』上にも、異なる話が掲載されていた。

## 内容
ネズミたち（作品中では「チューズ」と呼ぶ）の日常を描いた作品である。登場キャラに名前はない。
1本1本が独立した作品となっており、複数の作品でキャラクターや話題が重複することはあまりない。

### 主なネタ
「チュー」に関する話
「チュー」または「ちゅう」が付く単語（「チューズデイ」「中学校」など）を主題とした話。
チューズデイは休日
毎回、最後はこのネタで締めくくっている。「チュー」ズデイは「チュー」の日だから祝日である。
食べ物の話
人間の食べ物をテーマにした話。チーズと甘いものの話が多い。
ネコの話
天敵であるネコをどうやり過ごすか・何かしていたらネコに出くわしたなど、ネコにまつわる話。

## 単行本
芳文社まんがタイムコミックスより全1巻が発売されている。雑誌掲載分のみを収録。
- ISBN 978-4-8322-6759-6（2009年7月7日発売）